# Viplaix
Viplaix település Franciaországban, Allier megyében. Lakosainak száma 293 fő (2022. január 1.). Viplaix Chambérat, Courçais, Mesples, Saint-Désiré, Saint-Éloy-d’Allier, Saint-Palais és Sidiailles községekkel határos.

## Népesség
A település népessége az elmúlt években az alábbi módon változott:
| Lakosok száma | 606  | 391  | 348  | 272  | 295  | 306  | 300  | 294  | 291  | 293  |
|               | 1968 | 1982 | 1990 | 2006 | 2013 | 2015 | 2017 | 2019 | 2020 | 2022 |